# Banco de Comunicações da China
O Banco de Comunicações da China (BoCom or BoComm; nome original: Bank of Communications; em chinês simplificado: 交通银行; em chinês tradicional: 交通銀; em pinyin: Jiāotōng Yínháng; também abreviado como 交行; Jiāoháng), foi fundado em 1908 e é o quinto maior banco no continente chinês.
Estabelecido em 1908, o Banco de Comunicações da China reivindica uma longa história no país e é um dos bancos que emitiu mais notas na história da China moderna. Foi listada na Bolsa de Hong Kong em junho de 2005 e na Bolsa de Xangai em maio de 2007.

## História

### Antes de 1949
Em 1907, Liang Shiyi propôs a criação do Banco de Comunicações da China para resgatar a Ferrovia Beijing – Hankou de seus proprietários belgas e colocar a ferrovia sob controle chinês. O Banco de Comunicações da China foi devidamente formado em 1908 e forneceu mais da metade do financiamento necessário para comprar a ferrovia. A redenção bem-sucedida aumentou o prestígio do grupo Communications Clique de Liang.
O nome do banco usa a palavra “comunicações” para se referir à ligação de dois pontos por meio de transporte.
Com o intuito de expandir os negócios para o exterior, o Banco abriu sua primeira filial em Hong Kong em 27 de Novembro de 1934.

### Depois de 1949

#### República da China
Após o final da Guerra Civil Chinesa, em 1949, o Banco de Comunicações da China se dividiu em duas operações, onde parte dele se mudou para Taiwan com o governo do Kuomintang. Em Taiwan, o banco, também é conhecido como Banco de Comunicações da China  (Chinês: 交通銀行; Wade–Giles: Chiao-T'ung Yin-hang; Banco Chiao Tung). Eventualmente se fundiu com o Banco Comercial Internacional da China em Taiwan depois de sua privatização, em 1971 e virou o Banco Mega Internacional Comercial.

#### República Popular da China
A operação continental é atualmente o Banco de Comunicações da China. Seguindo a decisão do Conselho do Estado de reestruturar o banco em 1986, as operações voltaram a funcionar em 1º de abril de 1987. Desde então, o escritório principal do banco está localizado em Xangai.

## Hoje
Hoje, o Banco de Comunicações da China está entre os 5 principais bancos comerciais da China e possui uma extensa rede de mais de 2.800 agências cobrindo mais de 80 grandes cidades. Além de Hong Kong, o Banco também estabeleceu filiais em Nova Iorque, Tóquio, Singapura e possui escritórios de representação em Londres e Frankfurt. No final de 2002, o Banco contava com mais de 88.000 funcionários e um ativo total atingindo 5,15 trilhões de RMB.
Atualmente, o Banco de Comunicações da China possui 236 órgãos domésticos, incluindo 30 filiais provinciais, 7 filiais gerenciadas diretamente, 199 sub-filiais gerenciadas pelas filiais provinciais com 3.529 órgãos de rede em mais de 239 cidades de grande e médio porte. Além disso, estabeleceu 21 órgãos no exterior, incluindo bancos em Hong Kong, Nova York, São Francisco, Tóquio, Cingapura, Seul, Frankfurt, Macau, Sydney e Cidade de Ho Chi Minh, BOCOMUK em Londres e escritório de representação em Taipei. De acordo com o ranking anunciado pela revista britânica “The Banker” referente a 1.000 bancos em todo o mundo em 2011, o Banco de Comunicações da China ficou em 35º lugar por seu capital de nível l, entrando na lista dos 50 maiores bancos do mundo por dois anos consecutivos. Entre as 500 maiores empresas do mundo listadas pela Fortune em 2018, o Banco de Comunicações da China ficou em 168º, um aumento de 3 em comparação a 2017. O Banco também entrou na lista das 500 maiores empresas do mundo por dez anos consecutivos. É um dos principais fornecedores de serviços financeiros na China, pois seu escopo de negócios que abrange bancos comerciais, valores mobiliários, financial trusts, leasing financeiro, gerenciamento de fundos, seguros, serviços financeiros offshore, etc.

### Eventos de 2005
Em janeiro de 2005, 19,9% do Banco era propriedade do HSBC Holdings plc. Um porta-voz do HSBC disse que juntos, o Banco de Comunicações da China procuravam adquirir uma corretora para expandir suas operações na China. O plano fazia parte da estratégia de expansão mais ampla do HSBC na China, mas "não há mais nada a revelar no momento". As operações do HSBC na China incluem suas próprias operações bancárias, sua participação na BoCom e uma participação de 8% no Banco de Xangai. O HSBC também detém 19,9% das ações da Ping An Insurance por meio de sua subsidiária integral HSBC Insurance Holdings. O South China Morning Post hoje citou Peter Wong Tung-shun, diretor executivo da The Hongkong and Shanghai Banking Corporation, dizendo que a aquisição está sendo considerada à luz das reformas do governo chinês das corretoras de valores mobiliários do país. Isso inclui uma provisão que permite que empresas estrangeiras tenham um controle maior sobre as corretoras. Wong não forneceu um cronograma para nenhuma aquisição nem identificou nenhum objetivo de aquisição. A Hong Kong & Shanghai Banking Corp é uma subsidiária do HSBC.

### Eventos de 2015
No dia 22 de julho de 2015 - o Banco de Comunicações da China Co. vendeu US $ 2,45 bilhões (cerca de 14,93 bilhões de yuans) de títulos compatíveis com Basileia III (conversíveis em ações preferenciais) "usados para reabastecer o Capital Tier 1 adicional do banco". O título está registrado na bolsa de valores de Hong Kong e paga um cupom de 5% ao ano.

## Acionistas
| Ranking | Nome                                                     | Número de ações | %     | Notas                                    |
| ------- | -------------------------------------------------------- | --------------- | ----- | ---------------------------------------- |
| 1       | O Ministério de Finanças da China, excerto suas filiais. | 19,702,693,82   | 26.53 | Ações tipo A + H, entidade governamental |
| 1.1     | Shanghai Haiyan Investment Management                    | 808,145,417     | 1.09  | Ações tipo A, empresa estatal            |
| 1.2     | Yunnan Hehe Group                                        | 745,305,404     | 1.00  | Ações tipo A, empresa estatal            |
| 2       | HSBC (incluindo as filiais)                              | 14,147,386,095  | 19.05 | Ações tipo H                             |
| 3       | National Social Security Fund                            | 10,919,909,783  | 14.70 | Ações tipo A + H, entidade governamental |
| 4       | China Securities Finance                                 | 1,698,194,809   | 2.29  | Ações tipo A, empresa estatal            |
| 5       | Capital Airport Holding                                  | 1,246,591,087   | 1.68  | Ações tipo A, empresa estatal            |
| 6       | Wutongshu Investment Platform                            | 794,557,920     | 1.07  | Ações tipo A, empresa estatal            |
| 7       | FAW Group                                                | 663,941,711     | 0.89  | Ações tipo A, empresa estatal            |
|         | Total                                                    | 50,726,726,054  | 68.3  |                                          |